# Desmoptera truncatipennis
Desmoptera truncatipennis är en insektsart som beskrevs av Sjöstedt 1920. Desmoptera truncatipennis ingår i släktet Desmoptera och familjen Pyrgomorphidae. Inga underarter finns listade i Catalogue of Life.